# Hada suffusa
Hada suffusa är en fjärilsart som beskrevs av Leo Schwingenschuss 1953. Hada suffusa ingår i släktet Hada och familjen nattflyn. Inga underarter finns listade i Catalogue of Life.